# Saint-Régis-du-Coin
Saint-Régis-du-Coin là một xã trong tỉnh Loire miền trung nước Pháp.